# Манка (река)
Манка — река в России, протекает в Угличском районе Ярославской области; левый приток реки Катка.
Сельские населённые пункты около реки: Мартынкино, Ескино, Толстиково, Платуново, Костево, Ясково, Гридино, Богданка; напротив устья — Нефедьево.